# Reginhard
Reginhard (ook Reginard of Reinhard) (gestorven 5 december 1037) was van 1025-26 tot 1037 de 22e bisschop van Luik.
Hij was familie van Heribert van Keulen. Zijn familie kwam uit de omgeving van Luik waar de familie ook enige bezittingen had. Hij wordt als een heilige vereerd omdat hij gul was voor de armen en mild met ketters omging. Zijn feestdag is 5 december.  
Zijn grafsteen uit arduin wordt bewaard in musea van het Jubelpark, Brussel.